# Kendrapara
Kendrapara è una suddivisione dell'India, classificata come municipality, di 41.404 abitanti, capoluogo del distretto di Kendrapara, nello stato federato dell'Orissa. In base al numero di abitanti la città rientra nella classe III (da 20.000 a 49.999 persone).

## Geografia fisica
La città è situata a 20° 30' 0 N e 86° 25' 0 E e ha un'altitudine di 12 m s.l.m..

## Società

### Evoluzione demografica
Al censimento del 2001 la popolazione di Kendrapara assommava a 41.404 persone, delle quali 21.528 maschi e 19.876 femmine. I bambini di età inferiore o uguale ai sei anni assommavano a 4.896, dei quali 2.479 maschi e 2.417 femmine. Infine, coloro che erano in grado di saper almeno leggere e scrivere erano 30.827, dei quali 17.230 maschi e 13.597 femmine.